# Sarbice Drugie
Sarbice Drugie (bis 1993 Sarbice Rogaczów) ist ein Dorf mit 270 Einwohnern in der Woiwodschaft Heiligkreuz in Polen. Es gehört zur Gemeinde Łopuszno im Powiat Kielecki und liegt auf einer Höhe von etwa 265 Metern über dem Meeresspiegel. Das Verwaltungszentrum der Gemeinde in Łopuszno ist etwa sieben Kilometer in südlicher Richtung von Sarbice Drugie entfernt. Das Schwesterdorf Sarbice Pierwsze liegt etwa zwei Kilometer südlicher. Haupteinnahmequellen des Dorfes sind die Forst- und die Landwirtschaft. 